# YJ-62
YJ-62 или Инцзи-62 (кит. трад. 鷹撃六十二, упр. 鹰击六十二, пиньинь Yīngjī liù shí èr, палл. Инцзи лю ши эр, буквально Атакующий орёл 62, экспортное обозначение — C-602) — китайская тактическая противокорабельная крылатая ракета средней дальности. Предназначена для поражения надводных кораблей всех классов и типов как одиночных, так и в составе группы, в условиях радиоэлектронного и огневого противодействия противника. Базируется на БПРК, подлодках, кораблях.

## Модификации
- YJ-62 — основной вариант, дальность 400 км
- C-602 — экспортная с уменьшенной дальностью в 280 км

## Описание
Ракета повторяет компоновку Х-55 и Томагавк. Ракета оснащается малогабаритным турбовентиляторным двигателем двигателем WS-500. Масса двигателя около 200 кг, тяга — 510 кгс. В корабельном и сухопутном варианте на ракету устанавливается стартовый твердотопливный двигатель.
- Стартовая масса: 1350 кг
- Масса боевой части: 300 кг
- Длина ракеты со стартовым ускорителем: 7000 мм
- Диаметр корпуса: 540 мм
- Размах крыльев: 2900 мм
- Дальность стрельбы: 400 км (280 км для экспортной модификации)
- Скорость полёта: М=0,9
- Высота полёта:
  - Над землёй — 30 м
  - Над морем — 10 м
  - У цели — 7 м [1]
- Система наведения: ИНС комплексированная с АРГСН, радиовысотомером и GPS/Бэйдоу
- Дальность обнаружения цели АРГСН: 40 км
- Помехозащищённость: достигается за счёт ППРЧ

## На вооружении
- Китай — 72 YJ-62 на 2016 год [2]